# Eisothistos crateris
Eisothistos crateris är en kräftdjursart som beskrevs av Brian Frederick Kensley 1976. Eisothistos crateris ingår i släktet Eisothistos och familjen Expanathuridae. Inga underarter finns listade i Catalogue of Life.